# Roland Baumgartner
Roland Baumgartner (* 18. Februar 1955 in St. Pölten) ist ein österreichischer Komponist, Dirigent und Intendant.

## Leben und Werk

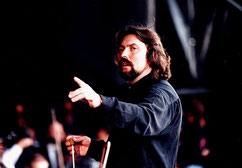
Roland Baumgartner (2017)

Roland Baumgartner studierte am Konservatorium Wien Komposition, Klavier und Trompete. Er graduierte im Alter von 18 Jahren und war mit 21 Jahren der jüngste Musikschul-Direktor im Salzburger Musikschulwerk seit dessen Bestehen. In dieser Zeit komponierte er das Ballett Bergsegen, das vom Royal Ballet London uraufgeführt wurde. 1979 ging er nach Amerika und studierte bei Leonard Bernstein Kompositionslehre. Bernsteins Einfluss führte zu der Entscheidung, als „Freelance-Composer“ und freier Dirigent zu arbeiten. Er dirigierte Orchester wie die Tschechoslowakische Philharmonie, das NDR Sinfonieorchester, das Philadelphia Philharmonic Orchestra, das Vienna Festival Orchestra, das Bolschoi-Symphony-Orchestra und war als musikalischer Leiter beim ORF und der ARD tätig.
Er komponierte die Musik für internationale Filme und TV-Serien, darunter Die Gerichtsreporterin, Deadly Games, Tatort, Joseph's Daughter, Mit Leib und Seele, Jungle Warriors, Night of Four Moons, The Secret of Black Dragon, Jenseits der Morgenröte und Ali Baba.  Außerdem arbeitete er für Sänger wie Engelbert Humperdinck, Peter Hofmann oder Jennifer Rush.
Sein bisher größtes Orchesterwerk Missa pacis (Weltfriedensmesse) wurde aus Anlass der 200-Jahr-Feier der amerikanischen Verfassung uraufgeführt. Im August 1994 wurde die Missa Pacis in Bonn präsentiert. Im September 1995 wurde die Friedenssinfonie anlässlich der Linzer Klangwolke 95 in Zusammenarbeit mit dem Brucknerhaus Linz und dem ORF überarbeitet und visuell inszeniert.
Anlässlich des 100-jährigen Hollywood-Jubiläums produzierte Roland Baumgartner eine symphonische Dichtung für ein 100-köpfiges Orchester mit Chor, die Hollywood Symphonie. Diese erschien 1996 als CD-Serie.
Als erster westlicher Komponist verwirklichte Roland Baumgartner mit dem Ballett-Film Ali Baba eine Co-Produktion zwischen der ehemaligen UdSSR und den USA. In ihm traten Solisten des Atlanta-Balletts und des Moskauer Bolschoi-Balletts auf, das Libretto stammt von der Tochter des ehemaligen sowjetischen Außenministers, Manana Schewardnaze.
1991 hatte Roland Baumgartner, der schon immer von der schillernden Figur der Kaiserin Elisabeth begeistert war, die Idee, ein Musical über die ehemalige Kaiserin von Österreich zu schreiben. Es sollte ein ureuropäisches Musical mit internationaler Musikstilistik werden. Bereits im selben Jahr wurde es unter dem Titel Sissi & Romy bei den Mörbischer Festspielen mit Claudia Dallinger, Peter Dvorský und Marc Berry aufgeführt. Unter dem Titel Sisi – Kaiserliche Schönheit folgten 2001 Aufführungen in Bad Ischl, München und im Wiener Ronacher.
Für eine Deutschlandtournee unter dem Titel Movie Classics im Frühjahr 1994 mit dem russischen Bolshoi Symphony Orchestra, welches Margot Werner begleitete, arrangierte Roland Baumgartner alle Titel und dirigierte das Orchester.
Am 7. September 1996 wurde anlässlich der Linzer Klangwolke 96 die Natursinfonie Symphonia Globalis im Linzer Donaupark aufgeführt. Die Sinfonie ist dem Greenpeace-Begründer David McTaggart gewidmet, der bei der Uraufführung in Linz zugegen war.
2002 folgte die Fertigstellung des George-Foreman-Projects mit dem Vienna Festival Symphony Orchestra, den Wiener Sängerknaben sowie dem Tenorsolist Ramón Vargas. Das George-Foreman-Oratorio wurde im Openair Stadium Houston produziert. 2004 stellte Baumgartner The House of Dreams, eine Oper/Musical über den österreichischen Maler Friedensreich Hundertwasser vor. 2008 stellte er die Opera Mystica nach den Texten von Konfuzius, Buddha, Jesus, Abraham und Mohammed fertig. Sie hat die Versöhnung der Kulturen als Ziel.
Am 5. März 2010 wurde die neoromantische Oper „Luther“ im Theater Hof uraufgeführt, weitere Aufführungen in Bayreuth folgten. Das Auftragswerk der Oper „Hoffmanns Welt“ für das Theater Hof und das E.T.A Hoffmanntheater in Bamberg wurde am 4. März 2011 im Opernhaus Hof erstmals gespielt.
Ein symphonisches Filmmusikkonzert unter der Leitung von Roland Baumgartner mit Werken von John Williams und Roland Baumgartner wurde am 4. November 2010 am Slowakischen Nationaltheater in Bratislava aufgeführt. 2011 bekam er dort den Auftrag zur Oper Maria Theresia, die am 11. Oktober 2012 uraufgeführt wurde. 2013 wurde die Kammeroper Der Marilyn-Monroe-Prozess im Zuge des NÖ-Viertelfestivals uraufgeführt, 2014 folgten Aufführungen in Russe, Varnar und Tel Aviv.
2014 gründete Roland Baumgartner das Romantik-Theater in Untermarkersdorf. Er ist dessen künstlerischer Leiter und komponierte für die erste Saison die Neoromantische Operette „Flatterhafte Herzen“. 2015 wurde dort die Oper Calafati über einen der Gründer des Wiener Praters gespielt, in der Weihnachtszeit folgte Baumgartners Singspiel Stille-Nacht, 2016 die Operette Die Rosenkönigin.
Im Jahr 2017 erfolgte die Uraufführung der Operette Ein echter Kavalier und Uraufführung der Opernversion des Stückes Sisi in Stara Zagora.
2018 stellte er die Operette Der himmlische Bacchus fertig, welche noch im selben Jahr uraufgeführt wurde. Im gleichen Jahr fanden auch in Wien zwei Sondervorstellungen der Kammeroper Der Marilyn Monroe Prozess statt. Im Dezember folgte dann die Uraufführung der Maria Theresia – Orchestersuite im Opernhaus Erfurt.
Im November 2019 wurde seine Symphonie die Symphonia Globalis in Sofia aufgeführt. 2020 schuf Baumgartner eine Oper über den 1. Präsidenten Kasachstans, Nursultan Nasarbajew, welche im Dezember desselben Jahres im kasachischen Fernsehen übertragen wurde.
Im Jahr 2021 wurde eine Variation des Gondelliedes im Wiener Musikverein uraufgeführt. Kurz darauf erschien dieses Konzert mit anderen Titeln auf CD im Musikverlag Gramola unter dem Namen Ein Sommernachtskonzert im Wiener Musikverein. 2022 wurden zwei große symphonische Werke in der Philharmonie in Sofia welturaufgeführt. Im Mai wurde das große Violinkonzert Der Himmel über uns mit dem Solisten Michal Hudak uraufgeführt. Und im November das große Klavierkonzert Notre Dame de Paris mit großem Orchester, großem Chor und der Klaviersolistin SoRyang. Ein wichtiges Thema für Baumgartner ist der Weltfriede, welchen er unter dem Begriff Brotherhood of Nations zusammenfasst. Deshalb begann er an der Filmmusik und an dem Titelsong für den Antikriegskurzfilm Wenn wir wieder zu Hause sind zu arbeiten. Der Titelsong heißt Ich denk' an dich.